# Diego Monarriz
Diego Oscar Monarriz, (Buenos Aires, 2 de marzo de 1968) es un exfutbolista y actual director técnico de fútbol argentino.

## Trayectoria

### Como jugador
Como jugador, se inició en el Club Atlético San Lorenzo de Almagro, saliendo de las inferiores y jugando en el club desde 1987 hasta 1992. Enganche habilidoso, hizo todas las inferiores en el Ciclón hasta que en 1987 debutó en Primera, de la mano del Bambino Veira. El año anterior, el serbio Bora Milutinović lo había sumado al plantel. Se crio en el vestuario de Los Camboyanos y dejó el club en 1992. En San Lorenzo marcó un gol en 36 partidos.
Luego tuvo una experiencia en Sudáfrica (jugó para el Orlando Pirates de Soweto) pero no se adaptó y volvió a los pocos meses. Eso sí, ese tiempo le alcanzó para disputar un amistoso contra el Milan con un espectador de lujo: Nelson Mandela. Al volver, jugó en All Boys (1994) y Club Atlético Belgrano en 1995 (4 partidos y 0 goles) y en El Porvenir. En El Porvenir jugó 16 partidos y marcó 2 goles, además de salir campeón del Torneo Apertura 1997 de la Primera B Metropolitana.

### Como entrenador
Sufrió la crisis del 2001 y tuvo que dejar de dedicarse al fútbol. Al año siguiente, volvió al San Lorenzo, cuando pasó a integrar el equipo de trabajo de Gabriel Rodríguez y Fernando Berón. Mientras terminaba el curso de director técnico empezó como auxiliar de las divisiones Quinta y Sexta, donde estaba Gonzalo Rodríguez. También en esos años conoció a Eduardo Coudet durante algún interinato en Primera como colaborador de Gabriel Rodríguez. Con el Chacho mantiene una gran amistad, a tal punto que fue su ayudante durante dos años y medio, en Rosario Central y Tijuana. Previo a eso trabajó en el fútbol juvenil de River y Vélez.
Como entrenador en Primera, su primer interinato fue en San Lorenzo en el año 2018, cuando el Pampa Biaggio dejó el club. Dirigió un partido contra Talleres en el que CASLA perdió por 1-0. Su segundo interinato llegaría tras la salida de Jorge Almirón de San Lorenzo. Monarriz, que era el DT de la Reserva, apostó por muchos juveniles en un partido ante el Club Sportivo Estudiantes de San Luis por la Copa Argentina y quedó eliminado perdiendo 2-0. Tras el partido, se hizo cargo de la derrota culpándose a sí mismo. Su tercer interinato comenzó luego de la salida de Juan Antonio Pizzi de San Lorenzo debido a malos resultados. Diego Monarriz apostó por una línea de 5 defensores ya que un gran problema que tenía Pizzi era la defensa. En su primer partido de esta etapa, cayó por 2-1 ante Independiente en un partido de liga. Su siguiente partido sería de local, y en este partido su línea de 5 funcionaría muy bien. San Lorenzo ganó este partido por 3-0 ante Argentinos. Tras este partido, Monarriz sería confirmado como DT hasta que el primer semestre del campeonato finalizara. El partido siguiente mantuvo su esquema, pero empató 2-2 en Tucumán ante Atlético Tucumán.
En el Torneo 2021, tras la salida de Paolo Montero, volvió a ser la rueda de auxilio, asumiendo como DT interino durante las últimas 8 fechas del campeonato.
En 2024 logra el ascenso a la Primera División de Uruguay dirigiendo a Juventud.

### Estadísticas como entrenador
| Equipo                | Div.                 | Torneo                 | Estadísticas | Estadísticas | Estadísticas | Estadísticas | Estadísticas | Estadísticas | Estadísticas | Estadísticas | Estadísticas |
| Equipo                | Div.                 | Torneo                 | PJ           | G            | E            | P            | GF           | GC           | DG           | Puntos       | Efectividad% |
| --------------------- | -------------------- | ---------------------- | ------------ | ------------ | ------------ | ------------ | ------------ | ------------ | ------------ | ------------ | ------------ |
| San Lorenzo Argentina | 1.ª                  | 2018-19                | 1            | 0            | 0            | 1            | 0            | 1            | -1           | 0            | 0%           |
| San Lorenzo Argentina | 1.ª                  | Copa Argentina 2018-19 | 1            | 0            | 0            | 1            | 0            | 2            | -2           | 0            | 0%           |
| San Lorenzo Argentina | 1.ª                  | 2019-20                | 10           | 4            | 2            | 4            | 11           | 8            | +3           | 14           | 46.67%       |
| San Lorenzo Argentina | 1.ª                  | 2021                   | 8            | 3            | 1            | 4            | 8            | 10           | -2           | 10           | 41.67%       |
| San Lorenzo Argentina | Total                | Total                  | 20           | 7            | 3            | 10           | 19           | 21           | -2           | 24           | 40%          |
| Juventud Uruguay      | 2.ª                  | 2024                   | 10           | 4            | 1            | 5            | 10           | 12           | -2           | 13           | 43.33%       |
| Juventud Uruguay      | 2.ª                  | Copa AUF Uruguay 2024  | 2            | 0            | 1            | 1            | 1            | 3            | -2           | 1            | 16.67%       |
| Juventud Uruguay      | 1.ª                  | Apertura 2025          | 15           | 9            | 3            | 3            | 23           | 15           | +8           | 30           | 66.67%       |
| Juventud Uruguay      | 1.ª                  | Intermedio 2025        | 7            | 5            | 0            | 2            | 14           | 11           | +3           | 15           | 71.43%       |
| Juventud Uruguay      | Total                | Total                  | 34           | 18           | 5            | 11           | 48           | 41           | +7           | 59           | 57.84%       |
| Total en sus equipos  | Total en sus equipos | Total en sus equipos   | 54           | 25           | 8            | 21           | 67           | 62           | +5           | 83           | 52.2%        |

## Logros
| Logro                      | Club     | País    | Año  |
| -------------------------- | -------- | ------- | ---- |
| Ascenso a Primera División | Juventud | Uruguay | 2024 |

## Vida personal
Casado con María Julia, su novia desde los 18, y padre de Abril y Tomás. 